# 潮州历代沿革列表
本列表所列的是广义的潮州在历史各个时期的地理范围、行政区划沿革情况。
（注意：广义的潮州并非指现今的潮州市本身，具体请参考潮州市条目中的相关解释）

### 秦至吴
| 秦至吴  |                |                   |        |                                                                                          |
| 公元    | 年代           | 隶属              | 沿革   | 备注                                                                                     |
| 前214年 | 秦始皇三十三年 | 南海郡            | 揭阳戍 | 是年定南越以为桂林、南海、象等三郡，置南海尉典之。 置揭阳戍。                            |
| 前196年 | 汉太祖十一年   | 南越国            | 揭阳县 | 汉遣陆贾封赵佗为南越王。县令史定元鼎六年降汉。                                           |
| 前111年 | 元鼎六年       | 交阯刺史部 南海郡 | 揭阳县 | 平南越，揭阳县令史定元鼎六年降汉。置南海郡，开县六：番禺、博罗、中宿、龙川、四会、揭阳。 |
| 公元4年 | 新莽元始四年   | 交州              | 南海亭 | 改交趾部为交州，揭阳县改南海亭                                                           |
| 25年始  | 东汉           | 交州南海郡        | 揭阳县 |                                                                                          |
| 213年   | 东汉建安十八年 | 荆州南海郡        | 揭阳县 | 是年省交州，以其郡属荆州。                                                               |
| 226年   | 吴黄武五年     | 广州南海郡        | 揭阳县 | 分交州南海苍梧郁林置广州，俄复旧                                                         |
| 264年   | 吴永安七年     | 广州南海郡        |        | 赤乌五年（242年）曾夏据县境抗吴历十余年。 永安七年复置广州。                             |

### 晋至隋
| 东晋至隋    |              |        |        |                                    | |
| 公元        | 年代         | 隶属   | 沿革   | 置县                               | 备注 |
| 331年       | 东晋咸和六年 | 广州   | 东官郡 | 海阳、绥安、海宁、潮阳             | 是年分南海立东官郡。 |
| 413年       | 东晋义熙九年 | 广州   | 义安郡 | 海阳、绥安、海宁、潮阳、义招       | 分东官郡立义安郡。诸县惟海阳立于晋初，余均旧东官郡地，与义安郡同时置为县。 |
| 420年始     | 宋           | 广州   | 义安郡 | 海阳、绥安、海宁、潮阳、义招       | 泰始四年（268年）绥安县省。 |
| 479年始     | 齐           | 广州   | 义安郡 | 海阳、绥安、海宁、潮阳、义招、程乡 | 绥安为郡治。程乡以程旼得名。 |
| 523年       | 梁普通四年   | 东扬州 | 义安郡 | 海阳、绥安、海宁、潮阳、义招、程乡 | 是年属东扬州 |
|             | 梁           | 瀛州   | 义安郡 | 海阳、绥安、海宁、潮阳、义招、程乡 | 梁置东扬州，后改曰瀛州。瀛州领郡四：义安郡、高要郡、乐昌郡、阳春郡。梁武帝瀛州时治义安郡绥安。领郡六：义安、东官、梁化、海昌、乐昌、新会。又梁末陈初，瀛州统郡三：义安、梁化、东官。 |
| 557年-559年 | 陈永定年间   |        | 义安郡 | 海阳、绥安、海宁、潮阳、义招、程乡 | 永定中废瀛州。陈太建时瀛州治海阳。 |
| 590年       | 隋开皇十年   | 循州   | 义安县 | 海阳、绥安、海宁、潮阳、义招       | 开皇三年罢诸郡，九年平陈，十年罢义安郡，省海阳县，仍于郡廨置义安县，以属循州。省程乡。                                                                                               |
| 591年       | 隋开皇十一年 |        | 潮州   | 海阳、绥安、海宁、潮阳、义招、程乡 | 是年于义安县立潮州，以潮水往复为名。潮州名始此，改郡为州此为首次。是年复程乡。 |
| 607年       | 隋大業三年   | 扬州   | 义安郡 | 海阳、海宁、潮阳、万川、程乡       | 是年罢州为义安郡。是年改义招为万川。省绥安入龙溪。 |

### 唐至元
| 唐           |              |                                 |        |                        | |
| 公元         | 年代         | 隶属                            | 沿革   | 置县                   | 备注 |
| 621年        | 武德四年     | 广州总管府                      | 潮州   | 海阳、潮阳、程乡       | 是年复潮州。唐武德元年改郡为州，其时潮州尚未归府，故迟至四年始改州。 是年省万川并入海阳，唐初省海宁并入潮阳。 |
| 622年        | 武德五年     | 循州总管府                      | 潮州   | 海阳、潮阳、程乡       | 是年改龙川郡为循州总管府，管循潮二州。                                                                        |
| 628年        | 貞觀二年     | 广州中都督府                    | 潮州   | 海阳、潮阳、程乡       | 是年省循州都督，以循潮二州隶广府                                                                              |
| 629年        | 貞觀三年     | 江南道                          | 潮州   | 海阳、潮阳、程乡       | 潮州遥隶江南道                                                                                                |
| 636年        | 貞觀十年     | 岭南道                          | 潮州   | 海阳、潮阳、程乡       | 是年潮州隶岭南道                                                                                              |
| 650年        | 永徽元年     | 岭南道                          | 潮州   | 海阳、程乡             | 潮阳并入海阳                                                                                                  |
| 686年        | 垂拱二年     | 岭南道                          | 潮州   | 海阳、程乡             | 岭南总管陈元光请建漳州于泉潮二州间绥安旧地                                                                    |
| 711年        | 景雲二年     | 福州都督府                      | 潮州   | 海阳、程乡             | 是年置福州都督府督福、泉、建、漳、潮五州，寻罢。                                                              |
| 712年—713年  | 先天年间     | 福州都督府                      | 潮州   | 海阳、潮阳、程乡       | 是年复潮阳 |
| 733年        | 开元二十一年 | 福建经略使                      | 潮州   | 海阳、潮阳、程乡       | 是年置福建经略使领福建漳潮泉五州，治福州。                                                                    |
| 734年        | 开元二十二年 | 岭南经略使                      | 潮州   | 海阳、潮阳、程乡       | 是年漳潮二州隶岭南经略使                                                                                      |
| 742年        | 天宝元年     | 福建经略使                      | 潮阳郡 | 海阳、潮阳、程乡       | 漳潮二州复隶福建经略使，是年州改郡制                                                                          |
| 751年        | 天宝十年     | 岭南经略使                      | 潮阳郡 | 海阳、潮阳、程乡       | 是年漳潮二州隶岭南经略使，                                                                                    |
| 756年        | 至德元年     | 岭南节度使                      | 潮阳郡 | 海阳、潮阳、程乡       | 是年升五府经略讨击使为岭南节度使，领广韶循潮等二十二州，治广州。                                              |
| 758年        | 乾元元年     | 岭南节度使                      | 潮州   | 海阳、潮阳、程乡       | 是年复潮州 |
| 862年        | 咸通三年     | 岭南东道节度使                  | 潮州   | 海阳、潮阳、程乡       | 岭南分东、西道                                                                                                |
| 895年        | 乾宁二年     | 清海军节度使                    | 潮州   | 海阳、潮阳、程乡       | 是年赐岭南东道名清海军                                                                                        |
| 917年－971年 | （南汉年间） |                                 | 潮州   | 海阳、潮阳             | 唐末五代初潮州属闽之王潮，继卢光睦、谭全播取其地后，刘岩击走光睦始兼有潮。至刘晟时，升程乡为敬州。            |
| 宋           |              |                                 |        |                        | |
| 公元         | 年代         | 隶属                            | 沿革   | 置县                   | 备注 |
| 971年        | 开宝四年     | 广南东路                        | 潮州   | 海阳、潮阳             | 宋初沿南汉之旧，敬州不隶潮。 开宝四年敬州改名梅州，隶广南东路。                                               |
| 1073年       | 熙宁六年     | 广南东路                        | 潮州   | 海阳、潮阳、程乡       | 是年，废梅州仍置程乡，隶潮州                                                                                  |
| 1082年       | 元丰五年     | 广南东路                        | 潮州   | 海阳、潮阳             | 是年复梅州，程乡隶梅州                                                                                        |
| 1121年       | 宣和三年     | 广南东路                        | 潮州   | 海阳、潮阳、揭阳       | 是年新置揭阳                                                                                                  |
| 1132年       | 绍兴二年     | 广南东路                        | 潮州   | 海阳                   | 是年省揭阳、潮阳并入海阳                                                                                      |
| 1136年       | 绍兴六年     | 广南东路                        | 潮州   | 海阳、程乡             | 是年废梅州，程乡又隶潮                                                                                        |
| 1138年       | 绍兴八年     | 广南东路                        | 潮州   | 海阳、程乡、潮阳、揭阳 | 是年复潮阳、揭阳二县                                                                                          |
| 1144年       | 绍兴十四年   | 广南东路                        | 潮州   | 海阳、潮阳、揭阳       | 是年复梅州 |
| 元           |              |                                 |        |                        | |
| 公元         | 年代         | 隶属                            | 沿革   | 置县                   | 备注 |
| 1279年       | 至元十六年   | 江西等处行中书省 广东道宣慰使司 | 潮州路 | 海阳、潮阳、揭阳       | 至元十五年归附，十六年改为总管府。                                                                            |
| 1286年       | 至元二十三年 | 同上                            | 潮州路 | 海阳、潮阳、揭阳       | 又领录事司一，至元二十二年始立                                                                                |
| 1295年       | 元贞元年     | 同上                            | 潮州路 | 海阳、潮阳、揭阳、梅州 | 梅州领程乡，是年以梅州隶潮州路总管府                                                                          |
| 1317年       | 延祐四年     | 同上                            | 潮州路 | 海阳、潮阳、揭阳       | 是年十月改梅州隶广东道宣尉司                                                                                  |

### 明
| 明             |              |                                                              |        |                                                                  |                                                                                  |
| 公元           | 年代         | 隶属                                                         | 沿革   | 置县                                                             | 备注                                                                             |
| 1369年         | 洪武二年     | 广东等处行中书省                                             | 潮州府 | 海阳、潮阳、揭阳、程乡                                           | 是年改府。梅州废，程乡隶潮。                                                     |
| 1376年         | 洪武九年     | 广东承宣布政使司                                             | 潮州府 | 海阳、潮阳、揭阳、程乡                                           | 是年改行中书省为布政使司                                                         |
| 1398年         | 洪武三十一年 | 广东布政使司按察司 岭东分巡道（驻潮州）                      | 潮州府 | 海阳、潮阳、揭阳、程乡                                           |                                                                                  |
| 1403年－1424年 | 永乐年间     | 广东布政使司按察司 岭东分巡道（驻潮州） 岭东分守道（驻潮州） | 潮州府 | 海阳、潮阳、揭阳、程乡                                           |                                                                                  |
| 1477年         | 成化十三年   | （同上）                                                     | 潮州府 | 海阳、潮阳、揭阳、程乡、饶平                                     | 新置饶平                                                                         |
| 1505年         | 弘治十八年   | 广东布政使司按察司 岭东分巡道加兵备衔                        | 潮州府 | 海阳、潮阳、揭阳、程乡、饶平                                     | 岭东分巡道驻长乐（今五华）                                                       |
| 1524年         | 嘉靖三年     | （同上）                                                     | 潮州府 | 海阳、潮阳、揭阳、程乡、饶平、惠来                               | 新置惠来                                                                         |
| 1526年         | 嘉靖五年     | （同上）                                                     | 潮州府 | 海阳、潮阳、揭阳、程乡、饶平、惠来、大埔                         | 新置大埔                                                                         |
| 1562年         | 嘉靖四十一年 | 广东布政使司 岭东分守道（驻长乐） 伸威分巡道（驻惠州）       | 潮州府 | 海阳、潮阳、揭阳、程乡、饶平、惠来、大埔                         |                                                                                  |
| 1563年         | 嘉靖四十二年 | （同上）                                                     | 潮州府 | 海阳、潮阳、揭阳、程乡、饶平、惠来、大埔、澄海、普安             | 新置澄海、普安二县                                                               |
| 1564年         | 嘉靖四十三年 | 广东布政使司 岭东分守道 伸威分巡道海防兵备道                 | 潮州府 | 海阳、潮阳、揭阳、程乡、饶平、惠来、大埔、澄海、普安、平远       | 增设伸威道。新置平远县。                                                         |
| 1576年         | 万历四年     | （同上）                                                     | 潮州府 | 海阳、潮阳、揭阳、程乡、饶平、惠来、大埔、澄海、普安、平远       | 是年设南澳镇                                                                     |
| 1577年         | 万历五年     | 广东布政使司 岭东分守道（驻惠州） 海防兵备道                 | 潮州府 | 同上                                                             | 伸威道裁，分巡道由海防道兼                                                       |
| 1582年         | 万历十年     | （同上）                                                     | 潮州府 | 海阳、潮阳、揭阳、程乡、饶平、惠来、大埔、澄海、普宁、平远       | 是年普安改普宁                                                                   |
| 1634年         | 崇祯七年     | （同上）                                                     | 潮州府 | 海阳、潮阳、揭阳、程乡、饶平、惠来、大埔、澄海、普宁、平远、镇平 | 是年新置镇平县，镇平本平远县石窟巡检司，至是改为县，析程乡旧龟浆、松源二图益之。 |

### 清
| 清     |              |                                        |        |                                                                  |                                                                    |
| 公元   | 年代         | 隶属                                   | 沿革   | 置县                                                             | 备注                                                               |
| 1647年 | 顺治四年     | 广东总督布政使司 岭东分守道 海防分巡道 | 潮州府 | 海阳、潮阳、揭阳、程乡、饶平、惠来、大埔、澄海、普宁、平远、镇平 | 是年置广东总督布政使司                                             |
| 1663年 | 康熙二年     | 广东总督布政使司 岭东分守道            | 潮州府 | 海阳、潮阳、揭阳、程乡、饶平、惠来、大埔、澄海、普宁、平远、镇平 | 海防分巡道裁                                                       |
| 1666年 | 康熙五年     | 两广总督布政使司 岭东分守道            | 潮州府 | 海阳、潮阳、揭阳、程乡、饶平、惠来、大埔、普宁、平远、镇平       | 康熙三年，广东、广西合并为一。自康熙三年迁界至五年，澄海全县毕裁。 |
| 1667年 | 康熙六年     | 两广总督布政使司                       | 潮州府 | （同上）                                                         | 分守道裁                                                           |
| 1669年 | 康熙八年     | 两广总督布政使司                       | 潮州府 | 海阳、潮阳、揭阳、程乡、饶平、惠来、大埔、澄海、普宁、平远、镇平 | 澄海展复                                                           |
| 1670年 | 康熙九年     | 两广总督布政使司 岭东分守道            | 潮州府 | （同上）                                                         | 岭东分守道复设                                                     |
| 1683年 | 康熙二十二年 | 两广总督布政使司 惠潮分巡道（驻潮州）  | 潮州府 | （同上）                                                         | 惠潮分巡道初设，岭东分守道裁                                       |
| 1730年 | 雍正八年     | 广东总督布政使司 惠潮分巡道加兵备衔    | 潮州府 | （同上）                                                         | 是年广东自为总督                                                   |
| 1732年 | 雍正十年     | 广东总督布政使司 惠潮分巡道加兵备衔    | 潮州府 | 海阳、潮阳、揭阳、程乡、饶平、惠来、大埔、澄海、普宁、平远、镇平 | 是年析饶平属隆澳、深澳，诏安属云澳置南澳厅。                       |
| 1733年 | 雍正十一年   | 广东总督布政使司 惠潮嘉分巡兵备道      | 潮州府 | 海阳、潮阳、揭阳、饶平、惠来、大埔、澄海、普宁                   | 是年析程乡、平远、镇平三县置嘉应州。                               |
| 1738年 | 乾隆三年     | 两广总督布政使司 惠潮嘉分巡兵备道      | 潮州府 | 海阳、潮阳、揭阳、饶平、惠来、大埔、澄海、普宁、丰顺             | 是年新置丰顺县                                                     |
| 1858年 | 咸丰八年     | 两广总督布政使司 惠潮嘉分巡兵备道      | 潮州府 | 海阳、潮阳、揭阳、饶平、惠来、大埔、澄海、普宁、丰顺             | 辟潮州为通商口岸，同治纪元改以汕头为商埠，隶澄海。                 |

### 中华民国（大陆时期）
| 中华民国            |                |                        | | |
| 年代                | 隶属           | 沿革                   | 置县 | 备注 |
| 1912年 民国元年     | 广东都督府     |                        | 海阳、潮阳、揭阳、饶平、惠来、大埔、澄海、普宁、丰顺、南澳                                                                                             | 废惠潮嘉道。光复初废府未设道，置潮州安抚使。四月改为潮州军务督办，寻改潮梅镇守使（驻汕头）。七月改南澳厅为县。 |
| 1914年 民国三年     | 广东巡按使署   | 潮循道                 | 潮安、潮阳、揭阳、饶平、惠来、大埔、澄海、普宁、丰顺、南澳、惠阳、梅县、兴宁、陆丰、海丰、博罗、河源、五华、紫金、蕉岭、和平、连平、龙川、新丰         | 是年六月行道制，全省分六道，设潮循道尹，驻汕头。海阳改名潮安。                                                 |
| 1916年 民国五年     | 广东省省长公署 | 潮循道                 | 同上 | 七月六日立省长公署。                                                                                           |
| 1920年 民国九年     | 广东省省长公署 |                        | 同上 | 潮循道裁 |
| 1921年 民国十年     | 广东省省长公署 |                        | 同上 | 设汕头市政厅，与澄海分治。                                                                                     |
| 1925年 民国十四年   | 广东省政府     | 东江行政委员公署       | 潮安、潮阳、揭阳、饶平、惠来、大埔、澄海、普宁、丰顺、南澳、惠阳、梅县、兴宁、陆丰、海丰、博罗、河源、五华、紫金、蕉岭、和平、连平、龙川、新丰         | 七月三日省长公署改省政府。是年设东江行政委员公署（驻汕头），未一年废。                                         |
| 1928年 民国十七年   | 广东省政府     | 东江善后委员公署       | 同上 | 公署十八年六月罢。公署驻汕头。                                                                                 |
| 1929年 民国十八年   | 广东省政府     |                        | 同上 | 改汕头市政厅为市政府。                                                                                         |
| 1932年 民国二十一年 | 广东省政府     | 东区绥靖委员公署       | 潮安、潮阳、揭阳、饶平、惠来、大埔、澄海、普宁、丰顺、南澳、惠阳、梅县、兴宁、陆丰、海丰、博罗、河源、五花、紫金、蕉岭、和平、连平、龙川、新丰、汕头市 | 公署二十一年春设，兼掌军事行政。初设潮安后迁汕头，民国二十五年十月十六日废。                                   |
| 1935年 民国二十四年 | 广东省政府     | 同上                   | 同上 | 南山移垦委员会改为南山管理局                                                                                   |
| 1936年 民国二十五年 | 广东省政府     | 第五区行政督察专员公署 | 潮安、潮阳、揭阳、澄海、饶平、惠来、普宁、丰顺、南澳、汕头市、南山管理局                                                                               | 大埔改属第六区。公署驻潮安。                                                                                   |
| 1947年 民国三十六年 | 广东省政府     | 第六区                 | 潮安、潮阳、揭阳、澄海、南澳、饶平、惠来、普宁、大埔、丰顺、南山管理局、东沙群岛。改汕头市为省辖市。                                                   | 第109次广东省务会议通过，惟迄未实行。                                                                          |
| 1949年 民国三十八年 | 广东省政府     | 第七区 第八区          | 第七区：普宁、惠来、潮阳、陆丰、南山 第八区：潮安、丰顺、澄海、饶平、揭阳、汕头、南澳                                                                  | 潮汕分七、八两区。第七区专署设潮阳，第八区专署设潮安。大埔划入第九区。                                         |

### 中华人民共和国
| 起始时间   | 沿革               | 备注                                                                 |
| ---------- | ------------------ | -------------------------------------------------------------------- |
| 1953年     | 潮州市（省辖市）   |                                                                      |
| 1958年     | 潮州市（县级市）   |                                                                      |
| 1958年11月 | 潮安县             | 撤销潮州市并入潮安县                                                 |
| 1979年     | 潮州市（县级市）   | 恢复潮州市                                                           |
| 1983年     | 潮州市（县级市）   | 撤销潮安县并入潮州市                                                 |
| 1989年1月  | 潮州市（省辖市）   |                                                                      |
| 1990年     | 潮州市（副地级市） |                                                                      |
| 1991年12月 | 潮州市（地级市）   | 新恢复的潮安县、新设立的湘桥区、枫溪区和原汕头市管辖的饶平县一同并入 |